# Coalición de la Unidad (Malaui)
La Coalición de la Unidad (en chichewa e inglés: Mgwirizano Coalition) fue el nombre adoptado por una serie de coaliciones electorales y parlamentarias en Malaui entre 1997 y 2005, operativas en las elecciones de 1999 y 2004. Aunque fueron alianzas diferentes cuya composición y estructura varió con el tiempo, fundamentalmente se trató en todos los casos de un intento de unificar grupos de oposición al gobierno del Frente Democrático Unido (UDF), fuerza gobernante del país desde 1994 hasta 2005, bajo el liderazgo de Gwanda Chakuamba, primero secretario general del Partido del Congreso de Malaui (MCP) y luego del Partido Republicano (RP).
Por ser el primer precedente de los partidos con mayor apoyo en el Norte de conformar una alianza con el MCP (partido dominante en la región Central y antiguo partido único del país) para contrarrestar la hegemonía electoral de los partidos con sede en el Sur más poblado (el UDF y más tarde el DPP), se puede considerar a la Coalición de la Unidad como una antecesora de la «Alianza de Todos» (Tonse) que ganaría las elecciones de 2020 con Lazarus Chakwera como candidato.

## Historia
El primer intento de formar la coalición se dio en 1997, luego de que el presidente Bakili Muluzi (del UDF) rompiera su gobierno de coalición con la Alianza por la Democracia (AFORD), liderada por el sindicalista Chakufwa Chihana. Este inició acercamientos con el MCP para establecer la coalición "Mgwirizano"  (literalmente «Unidad» en chichewa). La cooperación parlamentaria entre el MCP y la AFORD para presionar al gobierno del UDF condujo a que la idea de una alianza electoral se confirmara con éxito, a pesar de la oposición de un sector del MCP liderado por John Tembo. De cara a las elecciones generales de 1999, la coalición postuló a Chakuamba como candidato presidencial, con Chihana como compañero de fórmula. La postulación desató un conflicto institucional por la negativa de la autoridad electoral a registrar la fórmula, argumentando que no estaba permitida una fórmula electoral compuesta por candidatos de distintos partidos. La discusión se solucionó judicialmente a favor de la fórmula opositora. Tres partidos más minoritarios: el Movimiento de Masas para la Joven Generación (MMYG), el Partido Democrático Nacional Sapitwa (SNDP) y el Partido Socialdemócrata (SDP), se unieron a la coalición y apoyaron a la fórmula Chakuamba-Chihana. La coalición no postuló candidaturas parlamentarias unificadas, pero tanto el MCP como la AFORD acordaron evitar en lo posible hacer campaña por candidatos parlamentarios en las circunscripciones ubicadas en las regiones de influencia del otro partido.
Las elecciones vieron a Muluzi resultar reelecto con un 52,38 % de los votos contra el 45,17 % de Chakuamba. La Coalición de la Unidad logró la primera minoría en la Asamblea Nacional con 95 escaños contra 93 del UDF y 4 independientes. La Coalición presentó dos recursos ante el Tribunal Supremo, impugnando la victoria de Muluzi y los resultados en 16 circunscripciones parlamentarias, alegando irregularidades y fraude electoral. No obstante, sus recursos fueron desestimados. La alianza se disolvió después de las elecciones y la derrota electoral precipitó una ruptura definitiva dentro del MCP que condujo al ascenso de Tembo al liderazgo del partido y la salida de Chakuamba.
Tras su salida del MCP, Chakuamba fundó el Partido Republicano y dedicó los siguientes años a establecer una nueva coalición, también con el nombre "Mgwirizano", de cara a las elecciones de 2004. Finalmente, logró establecer una alianza compuesta por el RP, el Partido Democrático de Malaui (MDP), el Foro Malauí para la Unidad y el Desarrollo (MAFUNDE), el Movimiento por un Cambio Democrático Genuino (MGDC), el Partido de Unidad Nacional (NUP), el Movimiento Progresista Popular (PPM) y el Partido de Transformación del Pueblo (PTP). La coalición presentó a Chakuamba como candidato presidencial. Para las elecciones parlamentarias no se presentó bajo una misma bandera, pero los partidos se distribuyeron la mayor parte de las circunscripciones que disputaron. En las elecciones, Chakuamba obtuvo un 25,16 % de los votos, ubicándose en tercer lugar detrás de Bingu wa Mutharika (candidato del UDF, que fue electo) y Tembo, que retuvo el segundo puesto para el MCP. La Coalición obtuvo 27 escaños en la Asamblea Nacional y formó brevemente un bloque parlamentario. Chakuamba inicialmente no reconoció los resultados, denunciando fraude electoral. Sin embargo, desistió de sus denuncias luego de acordar unirse al gobierno y asumir una serie de posiciones ministeriales. La Coalición se disolvió al poco tiempo.